# Championnat de Bulgarie de football 1929
Navigation
Saison précédente Saison suivante
La saison 1929 du championnat de Bulgarie de football était la 5e édition du championnat de première division en Bulgarie. Dix clubs, représentant chacun une région de Bulgarie, prennent part à la compétition, qui se déroule sous forme de coupe avec match simple.
Le Botev Plovdiv remporte la compétition en battant en finale le PFK Levski Sofia. Il s'agit du premier titre de champion de l'histoire du club.

## Les 10 clubs participants
| - PFK Levski Sofia - Botev Plovdiv - Shipchenski Sokol Varna - Maria Luisa Lom - Rakovski Ruse | - Han Omurtag Shumen - Chardafon Gabrovo - Levski Pleven - Levski Burgas - Trayana Stara Zagora |

## Compétition

### Premier tour
| Équipe 1                | Résultat | Équipe 2             |
| ----------------------- | -------- | -------------------- |
| Shipchenski Sokol Varna | 5 - 0    | Han Omurtag Shumen   |
| Rakovski Ruse           | 3 - 2    | Chardafon Gabrovo    |
| Levski Pleven           | 2 - 0    | Maria Luisa Lom      |
| Levski Burgas           | 3 - 1    | Trayana Stara Zagora |

### Quarts de finale
| Équipe 1                | Résultat | Équipe 2      |
| ----------------------- | -------- | ------------- |
| Shipchenski Sokol Varna | 2 - 0    | Rakovski Ruse |
| Levski Sofia            | 2 - 0    | Levski Pleven |
| Botev Plovdiv           | 3 - 1    | Levski Burgas |

### Demi-finale
| Équipe 1      | Résultat | Équipe 2                |
| ------------- | -------- | ----------------------- |
| Botev Plovdiv | 3 - 1    | Shipchenski Sokol Varna |

### Finale
| Équipe 1     | Résultat | Équipe 2      |
| ------------ | -------- | ------------- |
| Levski Sofia | 0 - 1    | Botev Plovdiv |

## Bilan de la saison
| Championnat de Bulgarie de football 1929 |                           |
| Champion                                 | Botev Plovdiv (1er titre) |
| Promotions et relégations                |                           |
| Promus en A PFL                          | Aucun                     |
| Relégués en B PFL                        | Aucun                     |